# قطعنامه ۲۰۸۰ شورای امنیت
قطعنامهٔ ۲۰۸۰ شورای امنیت سازمان ملل متحد سندی بین‌المللی دربارهٔ اجازه به یک قاضی در دادگاه بین‌المللی کیفری برای رواندا برای کار پاره‌وقت است. این قطعنامه طی نشست شورای امنیت سازمان ملل متحد در تاریخ ۱۲ دسامبر ۲۰۱۲ میلادی با ۱۵ رأی موافق، ۰ مخالف و ۰ ممتنع به تصویب رسید.